# Анте Рајковић
Анте Рајковић (Витез, 17. август 1952) бивши је југословенски фудбалер. 

## Каријера
Рођен је 17. августа 1952. године у месту Јардол код Витеза, данас Федерација Босне и Херцеговине. Поникао је у млађим категоријама фудбалског клуба Витез. Одатле је прешао у прволигаша Сарајево, где се у потпуности фудбалски афирмисао. За бордо тим је играо у периоду од 1973. до 1981, а одиграо је 197 утакмица и постигао два гола. Одликовала га је врло зрела игра и био је командант одбране. Запамћен је по доброј игри главом, борбеноћшу али и као врло коректан фудбалер. Црвена звезда га је желела у својим редовима, нудили су Сеада Сушића за њега и Сребренка Репчића, али Рајковић није желео да напусти Кошево.
У фебруару 1981. године постао је члан велшког Свонзија у трансферу вредном 100 хиљада фунти. За Свонзи је одиграо 80 утакмица и постигао два гола. Освојио је са клубом два купа Велса и учествовао у рекордној елиминацији Слијема вондерерса са Малте у Купу победника купова (победа 12:0).
Одиграо је шест мечева за репрезентацију Југославије, као и девет за младу селекцију. За А тим је дебитовао против Бразила 1977. године — утакмица се завршила без голова, а последњи пут за државни тим је наступио 18. маја 1978. против Италије (резултат 0:0).

#### Наступи за репрезентацију
| #  | Датум              | Место          | Противник | Резултат | Гол | Такмичење     |
| -- | ------------------ | -------------- | --------- | -------- | --- | ------------- |
| 1. | 26. јун 1977.      | Бело Хоризонте | Бразил    | 0:0      | 0   | Пријатељска   |
| 2. | 3. јул 1977.       | Буенос Ајрес   | Аргентина | 0:1      | 0   | Пријатељска   |
| 3. | 5. октобар 1977.   | Будимпешта     | Мађарска  | 3:4      | 0   | Пријатељска   |
| 4. | 16. новембар 1977. | Солун          | Грчка     | 0:0      | 0   | Балкански куп |
| 5. | 5. април 1978.     | Техеран        | Иран      | 0:0      | 0   | Пријатељска   |
| 6. | 18. мај 1978.      | Рим            | Италија   | 0:0      | 0   | Пријатељска   |

## Трофеји
- Свонзи Сити
  - Куп Велса: 1981, 1982.